# Port lotniczy Diego Jimenez Torres
Port lotniczy Diego Jiménez Torres – port lotniczy, zlokalizowany w portorykańskim mieście Fajardo.